# Roodachtige herfstuil
De roodachtige herfstuil (Agrochola helvola) is een nachtvlinder uit de familie van de uilen  (Noctuidae).

## Beschrijving
De voorvleugellengte bedraagt tussen de 16 en 18 millimeter. De grondkleur van de voorvleugels is bruin, soms met groenige of rodige tint. De vleugel is breed met een vrij spitse apex. Dwars over de vleugel lopen roodachtige banden.

## Waardplanten
De roodachtige herfstuil gebruikt allerlei loofbomen als waardplanten, maar ook bosbes en struikhei. De rups is te vinden van april tot juni. De soort overwintert als ei.

## Voorkomen
De soort komt verspreid over het Palearctisch gebied voor.

### In Nederland en België
De roodachtige herfstuil is in Nederland een niet zo gewone en in België een zeldzame soort. De vlinder kan verspreid over het hele gebied worden gezien, met name op zandgronden en in de duinen. De vlinder kent één generatie die vliegt van eind augustus tot halverwege november.